# Royal Palm
Royal Palm est un lieu-dit du parc national des Everglades, parc national américain protégeant une partie des Everglades, en Floride. Il s'agit d'une zone où sont proposées des activités touristiques pour les visiteurs du parc, en particulier des courts sentiers, l'Anhinga Trail et le Gumbo Limbo Trail.